# Tridentiger kuroiwae
Tridentiger kuroiwae — вид риб родини Оксудеркових (Oxudercidae), що поширений біля узбережжя Японії. Придонний, прісноводний амфідромний вид.